# Tommy Mars

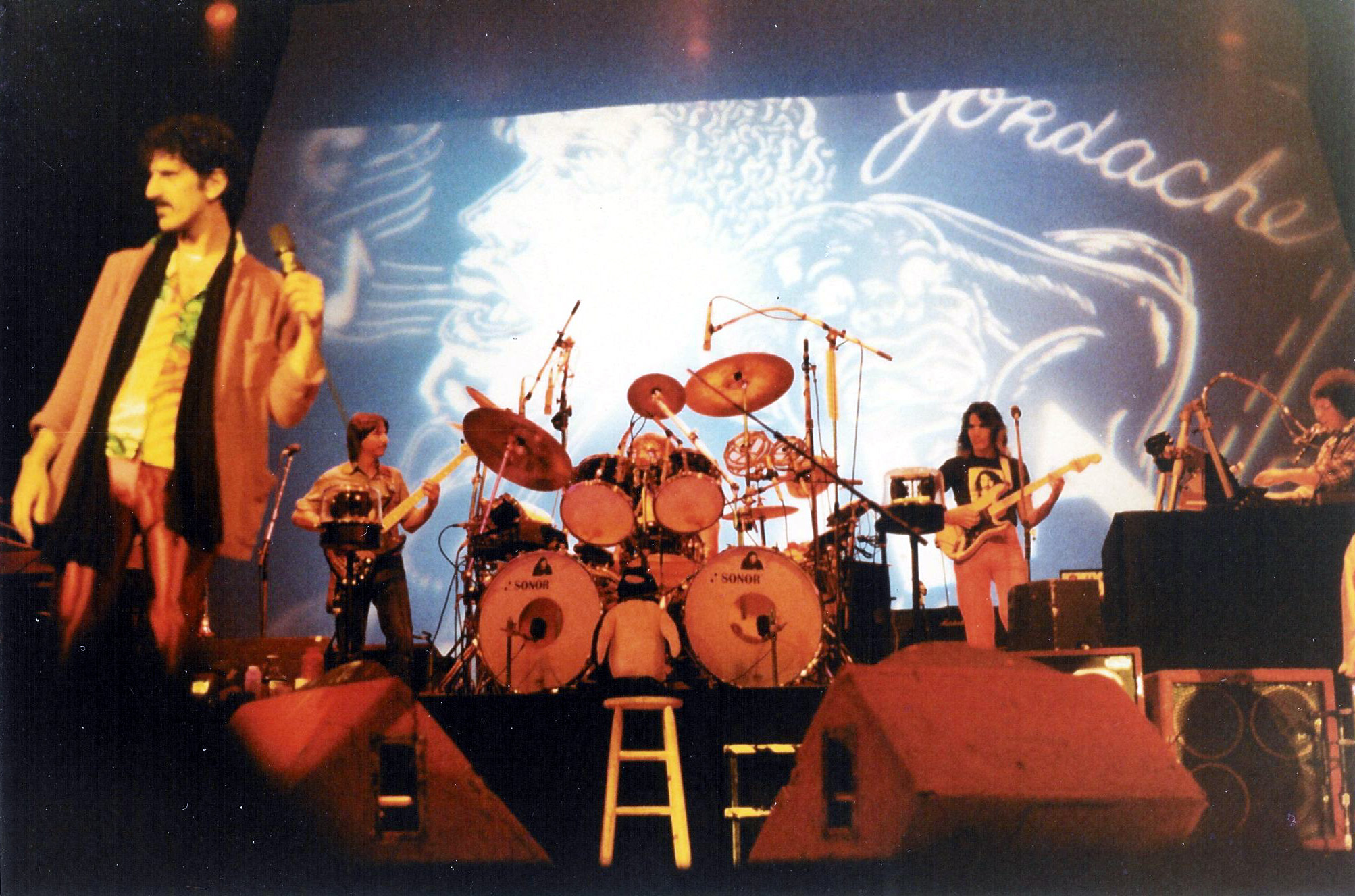
Tommy Mars (rechts außen) bei einem Konzert mit Frank Zappas Band im Memorial Auditorium in Buffalo, New York am 25. Oktober 1980

Tommy Mars (* 26. Oktober 1951 als Thomas Mariano) ist ein US-amerikanischer Keyboarder, bekannt für seine Arbeit mit Frank Zappa.

## Leben
Mars begann im Alter von acht Jahren Klavierstunden zu nehmen und entwickelte bald ein reges Interesse an Keyboards und Synthesizern, die er in seinen persönlichen Stil einbezog. Mars schloss 1972 ein Musikstudium am Hartt College of Music in West Hartford, Connecticut ab. Er hielt sich anschließend mit verschiedenen Jobs über Wasser, unter anderem als Chorleiter, Kirchenorganist und Stummfilmpianist. In einem Interview im Keyboard Magazine (1980) beschreibt Mars einen seiner ungewöhnlicheren Jobs: „Ich habe in einer Kneipe mit Drehtheke in Kodiak in Alaska gespielt, wo betrunkene japanische und russische Fischer mich in den Rücken getreten haben, wenn ich ein ethnisches Volkslied nicht zu ihrer Zufriedenheit spielen konnte“.
Obwohl Mars aus Zappas Repertoire nur die Stücke King Kong und Peaches en Regalia kannte, spielte und bestand er eine durch den Perkussionisten Ed Mann vermittelte Audition bei Frank Zappa und konnte in seine Band einsteigen. In den Jahren von 1977 bis 1982 war er ein wichtiger Teil von Zappas Band, kann im Film Baby Snakes gesehen und auf vielen Frank-Zappa-Alben gehört werden.
Nach seiner Zeit mit Zappa spielte er mit Steve Vai und Stuart Hamm. Mitte der Neunziger gründete Mars die Band The Band From Utopia, die aus zehn ehemaligen Mitgliedern aus Zappas Bands zusammengesetzt ist und Zappas Musik als Tribute-Band spielt.
Im Jahre 2007 wurde das Album Strange News From Mars veröffentlicht, eine Zusammenarbeit mit Jon Larsen bei der andere Zappa-Alumni wie Bruce Fowler, Jimmy Carl Black und Arthur Barrow mitwirkten. 2008 spielte Tommy Mars auf drei Titeln des Albums The Jimmy Carl Black Story mit dem ursprünglichen Schlagzeuger der Mothers Of Invention, Jimmy Carl Black.
Im Frühjahr 2009 wurde das Album No Forest Fire veröffentlicht, auf welchem Tommy Mars mit Bruce Fowler, Walt Fowler, Kurt McGettrick, Larry Klimas, Arthur Barrow und Vinnie Colaiuta zusammenarbeitete.
2010 nahm Tommy Mars das surrealistische Hörbuch Willie Nickerson’s Egg auf, das von Jon Larsen geschrieben und 2011 veröffentlicht wurde.

## Equipment, Sound und Stil
Als Keyboardsound verwendet Tommy Mars häufig einen Klang, der dem Ton des Waldhorns oder French Horn nachempfunden ist. Auch kommt ein Korg Vocoder häufig bei Klangflächen und Akkorden zum Einsatz. Diesen Klang beschreibt Mars als Frauenchor oder Engelschor. Daneben nutzt Tommy Mars unter anderem ein EML ElectroComp, ein Fender Rhodes, ein Yamaha CS-80 und ein EML SynKey.
Eine weitere Eigenheit seines Stils ist sein Scatgesang, bei dem er seine Gesangslinien oft auf dem Keyboard doppelt. Diese Fähigkeit war ausschlaggebend für das Bestehen seiner Audition bei Frank Zappa. Mars’ improvisatorische Fähigkeiten reichen von Jazz über Klassik bis Rock. Darüber hinaus wendet er oft die Technik des musikalischen Zitats in seinen Improvisationen an.

## Diskografie (Auswahl)
- Sheik Yerbouti mit Frank Zappa (1979)
- Joe’s Garage Act I, Acts II & III mit Frank Zappa (1979)
- Tinsel Town Rebellion mit Frank Zappa (1980)
- You Are What You Is mit Frank Zappa (1981)
- Shut Up ’n Play Yer Guitar mit Frank Zappa (1981)
- Ship Arriving Too Late to Save a Drowning Witch mit Frank Zappa (1982)
- The Man from Utopia mit Frank Zappa (1983)
- Baby Snakes mit Frank Zappa (1983, aufgenommen 1977)
- Them or Us mit Frank Zappa (1984)
- Flex-Able mit Steve Vai (1984)
- Meets the Mothers of Prevention mit Frank Zappa (1985)
- Western Vacation u. a. mit Steve Vai und Bob Harris (1986)
- You Can’t Do That on Stage Anymore, Vol. 1 mit Frank Zappa (1988)
- Radio Free Albemuth mit Stuart Hamm (1988)
- You Can’t Do That on Stage Anymore, Vol. 3 mit Frank Zappa (1989)
- You Can’t Do That on Stage Anymore, Vol. 4 mit Frank Zappa (1991)
- You Can’t Do That on Stage Anymore, Vol. 5 mit Frank Zappa (1992, enthält einen Konzertmitschnitt von 1982)
- You Can’t Do That on Stage Anymore, Vol. 6 mit Frank Zappa (1992)
- Buffalo mit Frank Zappa (2007, Konzertmitschnitt von 1980 mit Steve Vai, Vinnie Colaiuta u. a.)